# Bahnstrecke Bremerhaven–Bederkesa
| Streckenverlauf Bremerhaven-Speckenbüttel–Bederkesa |                         |                                           |                                           |
| Streckennummer (DB): | 1311                    |                                           |                                           |
| Kursbuchstrecke (DB): | zuletzt 215d            |                                           |                                           |
| Kursbuchstrecke: | 190g (1934) 215g (1946) |                                           |                                           |
| Streckenlänge: | 17,6 km                 |                                           |                                           |
| Spurweite: | 1435 mm (Normalspur)    |                                           |                                           |
| Streckenklasse: | C2                      |                                           |                                           |
| |                         |                                           |                                           |
| Bundesländer: | Bremen, Niedersachsen   |                                           |                                           |
| \| \| \| von Bremen \| \| \| \| \| Bremerhaven-Speckenbüttel (ehem. PV) \| \| \| \| 0,0 \| nach Bremerhaven Seehafen / nach Cuxhaven \| nach Bremerhaven Seehafen / nach Cuxhaven \| \| \| \| Infrastrukturgrenze DB InfraGO / MBBB \| \| \| \| \| Landesgrenze Bremen / Niedersachsen \| \| \| \| 1,6 \| Langen (Han) \| Langen (Han) \| \| \| \| Langen-Seepark \| \| \| \| \| Große Beek \| \| \| \| 5,7 \| Debstedt \| Debstedt \| \| \| \| Raiffeisen (Gla) \| \| \| \| \| A 27 \| \| \| \| 9,6 \| Knüppelholz \| Knüppelholz \| \| \| 11,7 \| Drangstedt \| Drangstedt \| \| \| 17,6 \| Bederkesa \| Bederkesa \| |                         |                                           |                                           |
| Strecke |                         | von Bremen                                | von Bremen                                |
| Dienststation / Betriebs- oder Güterbahnhof |                         | Bremerhaven-Speckenbüttel (ehem. PV)      | Bremerhaven-Speckenbüttel (ehem. PV)      |
| Abzweig geradeaus und nach links | 0,0                     | nach Bremerhaven Seehafen / nach Cuxhaven | nach Bremerhaven Seehafen / nach Cuxhaven |
| Wechsel des Eisenbahninfrastrukturunternehmens |                         | Infrastrukturgrenze DB InfraGO / MBBB     | Infrastrukturgrenze DB InfraGO / MBBB     |
| Grenze |                         | Landesgrenze Bremen / Niedersachsen       | Landesgrenze Bremen / Niedersachsen       |
| Bahnhof | 1,6                     | Langen (Han)                              | Langen (Han)                              |
| ehemaliger Haltepunkt / Haltestelle |                         | Langen-Seepark                            | Langen-Seepark                            |
| Brücke über Wasserlauf |                         | Große Beek                                | Große Beek                                |
| Haltepunkt / Haltestelle | 5,7                     | Debstedt                                  | Debstedt                                  |
| ehemalige Blockstelle |                         | Raiffeisen (Gla)                          | Raiffeisen (Gla)                          |
| Brücke |                         | A 27                                      | A 27                                      |
| Haltepunkt / Haltestelle | 9,6                     | Knüppelholz                               | Knüppelholz                               |
| Bahnhof | 11,7                    | Drangstedt                                | Drangstedt                                |
| Kopfbahnhof Streckenende | 17,6                    | Bederkesa                                 | Bederkesa                                 |

Die Bahnstrecke Bremerhaven–Bederkesa ist eine Bahnstrecke der Spurweite 1435 mm (Normalspur) in Niedersachsen und Bremen.

## Streckenverlauf
Die Bahnstrecke zweigt in Bremerhaven-Speckenbüttel von der Bahnstrecke Bremen–Bremerhaven ab. Es folgen die Stationen Langen, Debstedt, Knüppelholz (in der Nähe des abgerissenen Waldkrankenhauses in Drangstedt), Drangstedt und Bad Bederkesa. Die Strecke ist insgesamt 17,6 km lang. Seit der Fusion der Gemeinden Langen und Bederkesa zur Stadt Geestland liegt die Strecke, mit Ausnahme der ersten ca. 250 m in Bremerhaven und 1,7 km auf dem Gebiet von Wehden, größtenteils auf deren Stadtgebiet.

## Geschichte
Im Zusammenhang mit dem Bau der Bahnstrecke Bremerhaven–Cuxhaven erhielt auch Bederkesa einen Anschluss an das Eisenbahnnetz. Der Betrieb wurde am 1. Juni 1896 offiziell aufgenommen, mit vier Zugpaaren zwischen Geestemünde (heute Bremerhaven) und Bederkesa. Die Zwischenstationen Langen, Debstedt und Drangstedt erhielten kleine eingeschossige Dienstgebäude, die denen auf der Cuxhavener Strecke ähneln bzw. gleichen. Langen erhielt darüber hinaus eine Wartehalle, die später in einen Güterschuppen umgebaut wurde.
Später wurden zeitweise zusätzliche Haltepunkte in Langen-Seepark (nicht mehr vorhanden) und in Knüppelholz (zur Anbindung des dort 1942 eingerichteten Ausweichkrankenhauses) eingerichtet.
Weitergehende Verlängerungen der Strecke über Lamstedt zur Niederelbebahn sowie eine Verbindung von Bremervörde über Bederkesa nach Cuxhaven wurden bis in die 1920er Jahre diskutiert, aber nie verwirklicht.
Der zuletzt nur noch mit einem Zugpaar bediente Personenverkehr wurde am 24. Mai 1968 eingestellt und durch eine Buslinie der KVG Stade ersetzt. Der Güterverkehr wurde zum 31. Dezember 1993 eingestellt.
Das Land Niedersachsen prüfte ab um 2023, ob die Reaktivierung dieser Bahnstrecke wieder wirtschaftlich ist. Im März 2025 wurde bekanntgegeben, dass die Wirtschaftlichkeitsprüfung für die Bahnstrecke Bremerhaven–Bederkesa als eine von sechs Strecken in Niedersachsen in Phase 2 positiv bewertet wurde.

### Als Museumsbahn

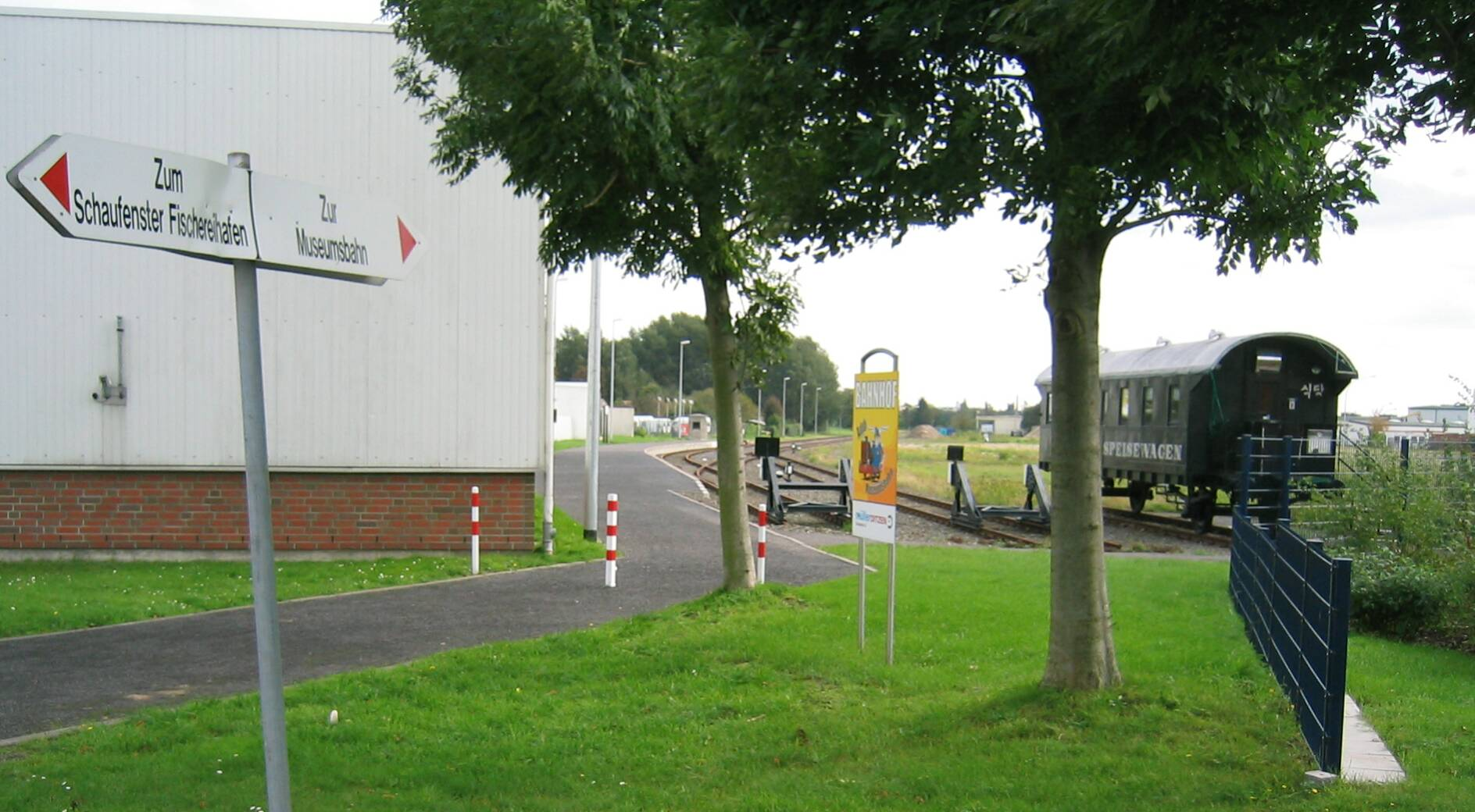
Bremerhavens jüngster Bahnhof „Schaufenster Fischereihafen“, Startpunkt vieler Züge der Museumsbahn

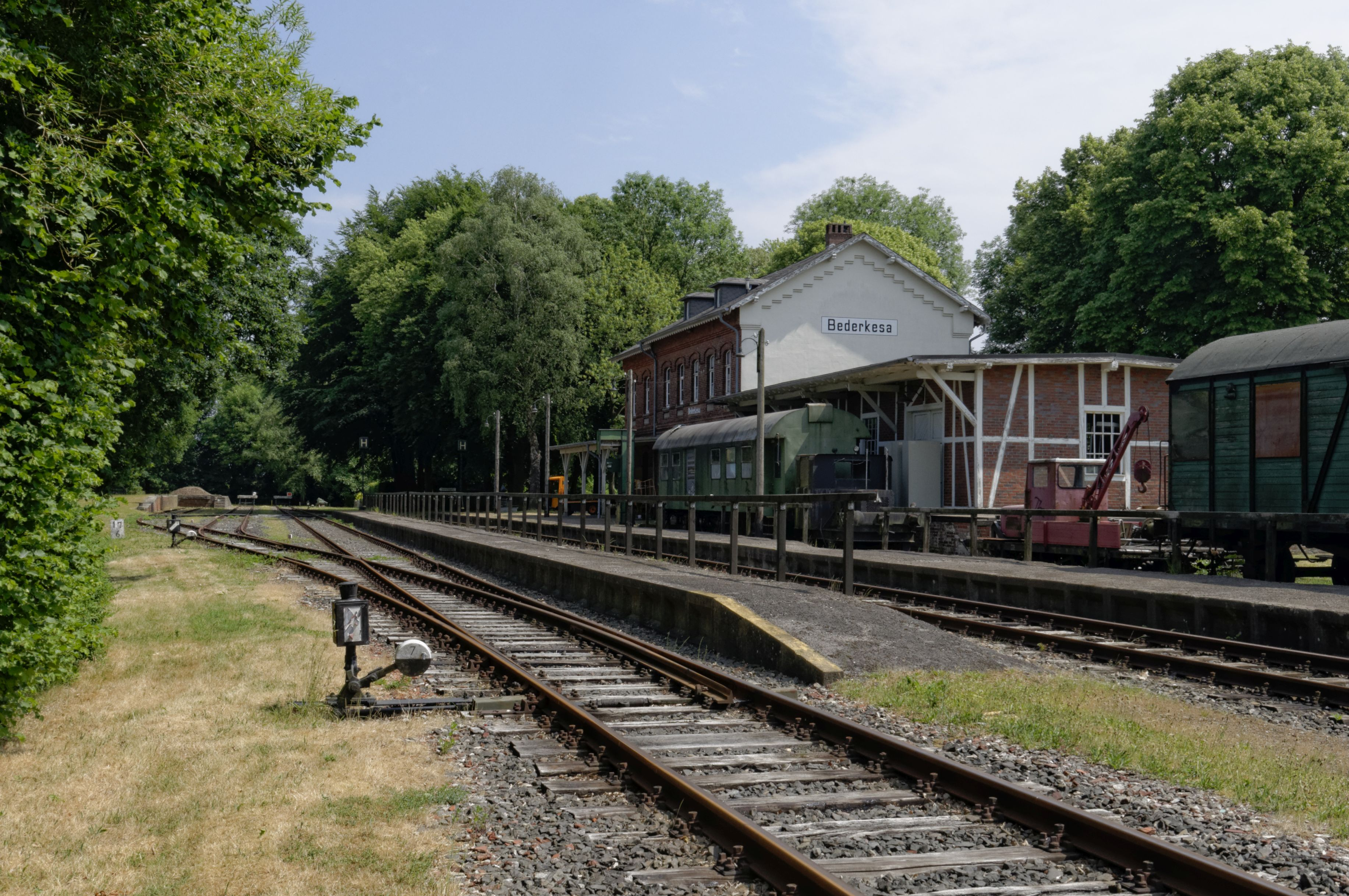
Das Ende der Strecke in Bad Bederkesa

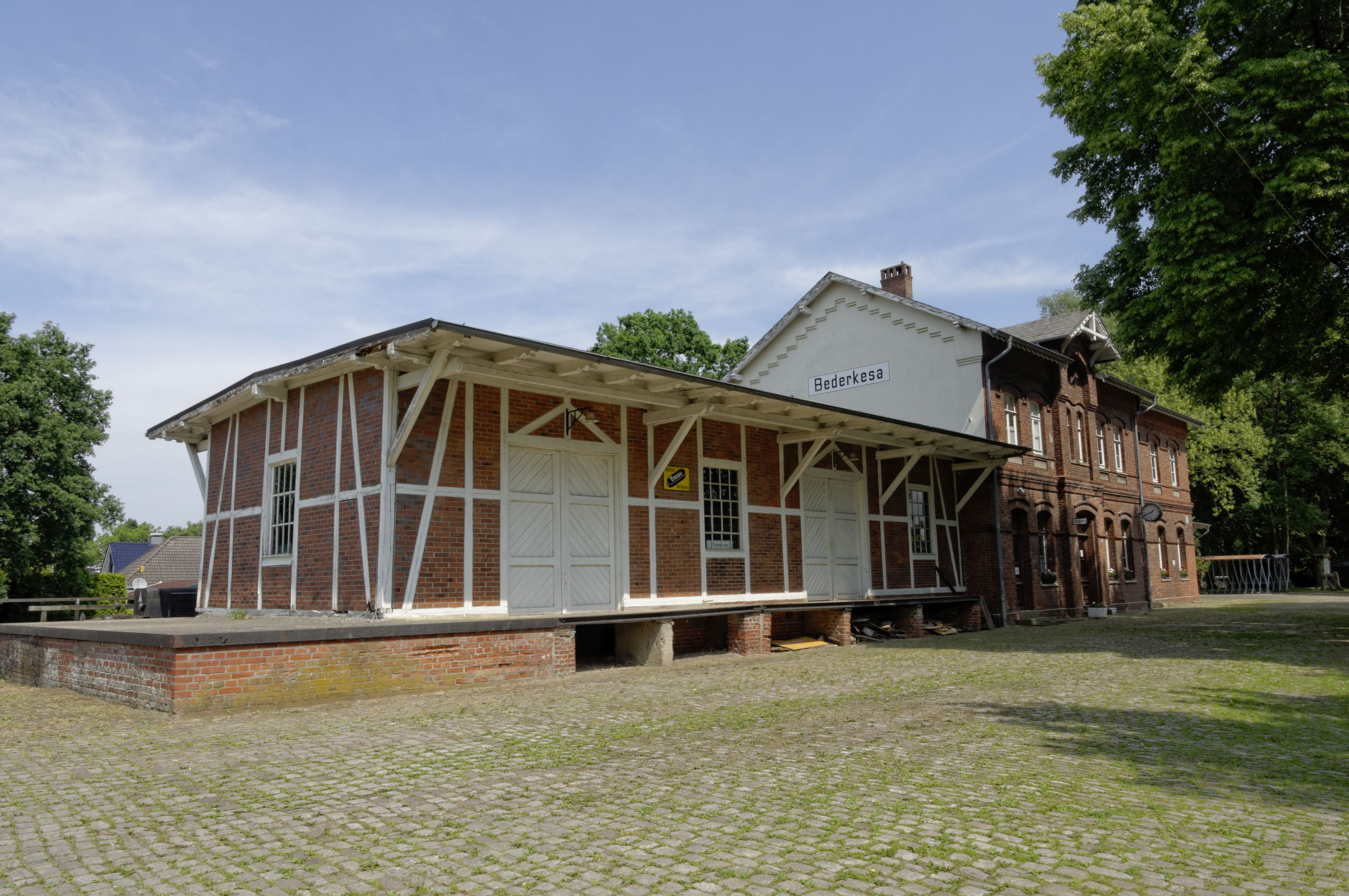
Der Bahnhof von der Straßenseite in Bad Bederkesa

Im März 1990 wurde auf Initiative des damaligen Samtgemeindedirektors Wilfried Habenicht aus Bederkesa und einiger Eisenbahnfreunde aus Bremerhaven die Museumsbahn Bremerhaven – Bederkesa e. V. (MBBB)
gegründet. Er hat es sich zur Aufgabe gemacht, auf der nun mit der Kursbuchnummer 12128 geführten Strecke den Eisenbahnverkehr der 1950er Jahre nachzubilden.
Die Züge der Museumsbahn fahren von Bederkesa kommend über Lehe, Hauptbahnhof und Wulsdorf an der Bahnstrecke Bremen–Bremerhaven zum Bahnhof der Museumsbahn „Schaufenster Fischereihafen“.
Nach Stilllegung der Strecke konnte der Verein diese Mitte der 1990er Jahre für 75.000 DM käuflich von der DB AG erwerben. Zum 100-jährigen Streckenjubiläum veranstaltete der Verein erstmals Pendelfahrten zwischen Bederkesa und Drangstedt mit einem Triebwagen der Eisenbahnen und Verkehrsbetriebe Elbe-Weser (EVB). Der offizielle Fahrbetrieb wurde ab Oktober 2000 mit der vereinseigenen V 36 134 aufgenommen. In den ersten Jahren fuhren die Züge an zwei Sonntagen im Monat zwischen Bremerhaven Hauptbahnhof und Bederkesa. Nach Umbauarbeiten im Bremerhavener Fischereihafen fahren die Züge der Museumsbahn an den Fahrtagen dreimal von Bederkesa bis Bremerhaven-Fischereihafen, nur der erste Zug fährt bis zum Hauptbahnhof Bremerhaven.
Abstellort aller Fahrzeuge war zunächst der Rundlokschuppen in Bremerhaven-Lehe. Nachdem der Verein mit seinen beiden Lokomotiven (V 36 134 und Köf II) den Lokschuppen der DB AG verlassen musste, wurde eine neue Fahrzeughalle in Bederkesa gebaut, der Bau wurde mit Mitteln der EU bezuschusst. Die neue Halle wurde 2007 durch den Wirtschaftsminister Walter Hirche offiziell dem Verein übergeben.
Die Lok V 36 134 musste wegen eines Maschinenschadens im Dezember 2004 im Bahnhof Dorum (Strecke Cuxhaven–Bremerhaven) abgestellt werden. Die Fahrsaison 2005 wurde zunächst mit einer V 100 der EVB eröffnet, danach kam in der Fahrsaison 2005 die V 36 412 aus Lengerich zum Einsatz. Seit 2006 wurden die Züge der Museumsbahn jeweils mit einer V 100 der Elbe-Weser-Verkehrsbetriebe EVB aus Bremervörde bespannt. Eine Aufarbeitung der V 36 134 bzw. der V 36 276 ist aus finanziellen Gründen nicht mehr vorgesehen, die V 36 134 ist in Bad Bederkesa Abgestellt und die V 36 276 ist verkauft.
Zum Saisonende im September 2007 kam an zwei Fahrtagen die Schienenbusgarnitur der Museumsbahn Ammerland-Saterland zum Einsatz. Im Mai 2008 gastierte erstmals die rumänische Dampflok 131.060 in Bederkesa und bespannte einige Züge. Im Winter 2008/2009 war die Dampflok in Bederkesa abgestellt, auch im Winter 2009/2010 war die Dampflok wieder in Bederkesa zu Gast. 2010 kam die Dampflok seltener zum Einsatz. Nur zu Saisonbeginn und zu den Nikolausfahrten am 4. und 5. Dezember 2010 bespannte sie die Züge der Museumsbahn.
Am 6. Dezember 2010 ereignete sich im Gewerbegebiet in Bad Bederkesa ein schwerer Unfall mit der Dampflok 131.060. Ein Kleinbus wurde beim Überqueren eines Bahnübergangs von einer Lok erfasst. Der Wagen wurde rund 100 Meter von der Bahn mitgeschleift. Der Fahrer des Wagens wurde in seinem Fahrzeug eingeklemmt und konnte nach rund einer Stunde von der Freiwilligen Feuerwehr und Notärzten aus dem Wrack befreit werden.
Ende Dezember 2009 kaufte die Museumsbahn die Diesellok V 65 02. Diese wurde 1962 bei MAK in Kiel gebaut und war bis 1996 für die Ilmebahn im Einsatz. 2001 gelangte die Lok zur Deutschen Regionaleisenbahn (DRE), bei der sie eine neue Hauptuntersuchung bekam. Die Deutsche Regionaleisenbahn (DRE) setzte die Lok jedoch nie ein, so dass sie die komplette Frist stand. Vom 8. bis zum 10. Januar 2010 wurde die V 65 mit neuen Fristen von Klostermansfeld nach Bederkesa überführt. Auch bei der Museumsbahn in Bederkesa ist sie mit der Nummer V 65 02 beschriftet und bespannte seit der Fahrsaison 2010 die Züge.

## Fahrzeugeinsatz
Aus der Frühzeit der Strecke sind keine konkreten Fahrzeugeinsätze bekannt. Alle Züge wurden als Personenzüge mit Güterbeförderung gefahren, und mit verschiedenen Dampflokomotiven des Bw Geestemünde bespannt. Seit ca. 1950 kam für den Personenverkehr vorwiegend eine Wendezuggarnitur mit einer V 36 des Bw Bremen Hbf zum Einsatz. In den letzten Jahren des Reisezugverkehrs wurden auch Schienenbusse auf der Strecke eingesetzt.

### Als Museumsbahn
Der Fahrzeugpark des Vereins besteht gemäß dem thematischen Rahmen des Museumsbetriebs „Eine norddeutsche Nebenbahn am Ende der 1950er Jahre“ aus:
- Diesellok V 65 02 (Baujahr 1962), betriebsbereit (bis 1996 bei der Ilmebahn, 2001–2009 bei der Deutschen Regionaleisenbahn DRE)
- Diesellok V 36 134 (Baujahr 1943), seit 2003 abgestellt
- Diesellok V 36 276 (Baujahr 1941), (von der Buxtehuder-Harsefelder-Eisenbahn, danach EVB), 2014 Abgabe an Museumseisenbahn Hanau e. V.
- Kleinlok Köf II (Deutz 46999, Baujahr 1949), abgestellt (Stand: 6. Dezember 2010)
- MAN-Schienenbus, Fabriknr.: 143409, Bauj. 1957, Betr.-Nr.: VT 20, verschrottet 2013
- MAN-Schienenbus, Fabriknr.: 143410, Bauj. 1957, Betr.-Nr.: VT 21, verschrottet 2013
- vierachsiger Umbauwagen 2. Klasse mit Gepäckabteil (BD4yg), betriebsbereit im Einsatz
- vierachsiger Umbauwagen 2. Klasse (B 4yg), betriebsbereit im Einsatz
- vierachsiger Umbauwagen 1./2. Klasse (AB 4yg), in Aufarbeitung
- Güterzugbegleitwagen für den Fahrradtransport (Pwghs 54), betriebsbereit im Einsatz
- Kühlzugbegleitwagen (Umbau für Interfrigo) auf Basis eines Postwagons (Post 2-a / 14,5), ohne HU abgestellt.